# Anđela Merici
Anđela Merici (Desenzano del Garda, 21. ožujka 1474. – Brescia, 27. siječnja 1540.) bila je katolička redovnica, utemeljiteljica uršulinki i svetica.

## Životopis
Rodila se 21. ožujka 1474. u mjestu Desenzano del Garda. Nakon smrti roditelja nju i sestru odgajao je ujak u gradu Salò.
Nakon sestrine smrti stupila je u treći red sv. Franje. Nakon ujakove smrti vratila se u rodno mjesto. Tamo se posvetila vjerskom odgoju djevojčica te brizi o bolesnima i siromašnima. Nakon toga odlazi u Bresciu, gdje nastavlja s radom. Za vrijeme putovanja u Svetu Zemlju je oslijepila.
Za vrijeme boravka na otoku Kreti moleći se pred čudotvornom slikom vratio joj se vid. Godine 1535. organizirala je djevojački red i stavila ga pod zaštitu svete Ursule. Anđela je zatim bila postavljena za poglavaricu toga reda.
Umrla je 27. siječnja 1540. godine, a njezini posmrtni ostaci položeni su u crkvu Sant'Afra u Bresciji.

## Štovanje
Beatificirao ju je papa Klement XIII., 30. travnja 1768. godine, a kanonizirao Pio VII., 24. svibnja 1807. godine.
Blagdan joj se prije slavio 31. svibnja, a danas se slavi 27. siječnja.
Njezin kip koji je izradio 1866. kipar Pietro Galli nalazi se u vatikanskoj bazilici.

### Knjige
- Iveković, Francisko. 1895. Životi svetaca i svetica Božjih: Travanj, svibanj, lipanj. Dijel 2. 2. izdanje. Hrvatsko katoličko tiskovno društvo. Zagreb.

### Mrežna sjedišta
- Angela Merici (talijanski). Službene stranice Dikasterija za kauze svetaca. Pristupljeno 27. svibnja 2025.

## Vanjske poveznice
Ostali projekti
|  | Zajednički poslužitelj ima još gradiva o temi Anđela Merici |